# 奧姆羅鎮區 (明尼蘇達州耶洛梅德辛縣)
奧姆羅鎮區（英語：Omro Township）是位於美國明尼蘇達州耶洛梅德辛縣的一個行政鎮區。

## 地方資料
奧姆羅鎮區的面積為94.08平方千米，當中陸地面積為93.47平方千米，而水域面積為0.61平方千米。根據2020年美國人口普查的數據，當地共有人口127人，而人口密度為每平方千米1.35人。